# Хеопс (космический телескоп)
«Хеопс» (Cheops — CHaracterising ExOPlanets Satellite) — космический телескоп Европейского космического агентства (ЕКА), предназначенный для поиска и изучения экзопланет транзитным методом. Разработан в рамках программы фундаментальных космических исследований Европейского космического агентства (ЕКА) Cosmic Vision в качестве миссии S-класса. Был объявлен победителем конкурса 19 октября 2012 года среди 26 других проектов.
Успешный запуск телескопа на орбиту Земли состоялся 18 декабря 2019 года в 11:54 мск.

## Характеристики
Проект «Хеопс» относится к миссиям S-класса, то есть представляет собой недорогой малый научный аппарат. Стоимость проекта менее 50 млн евро. Орбитальный телескоп «Хеопс» разрабатывался научным консорциумом, в котором ведущую роль играли ученые из университета Берна. Согласно проекту, это относительно небольшой космический аппарат — его масса 273 килограмма, что позволило сделать его дополнительной полезной нагрузкой к спутнику COSMO-SkyMed и малым спутникам OPS-SAT, EyeSat, ANGELS, выводимым российской ракетой «Союз-СТ-А» с разгонным блоком «Фрегат-МТ» с европейского космодрома Куру (Французская Гвиана). 
Телескоп будет работать на солнечно-синхронной орбите высотой около 700 километров.

Система Ричи — Кретьена

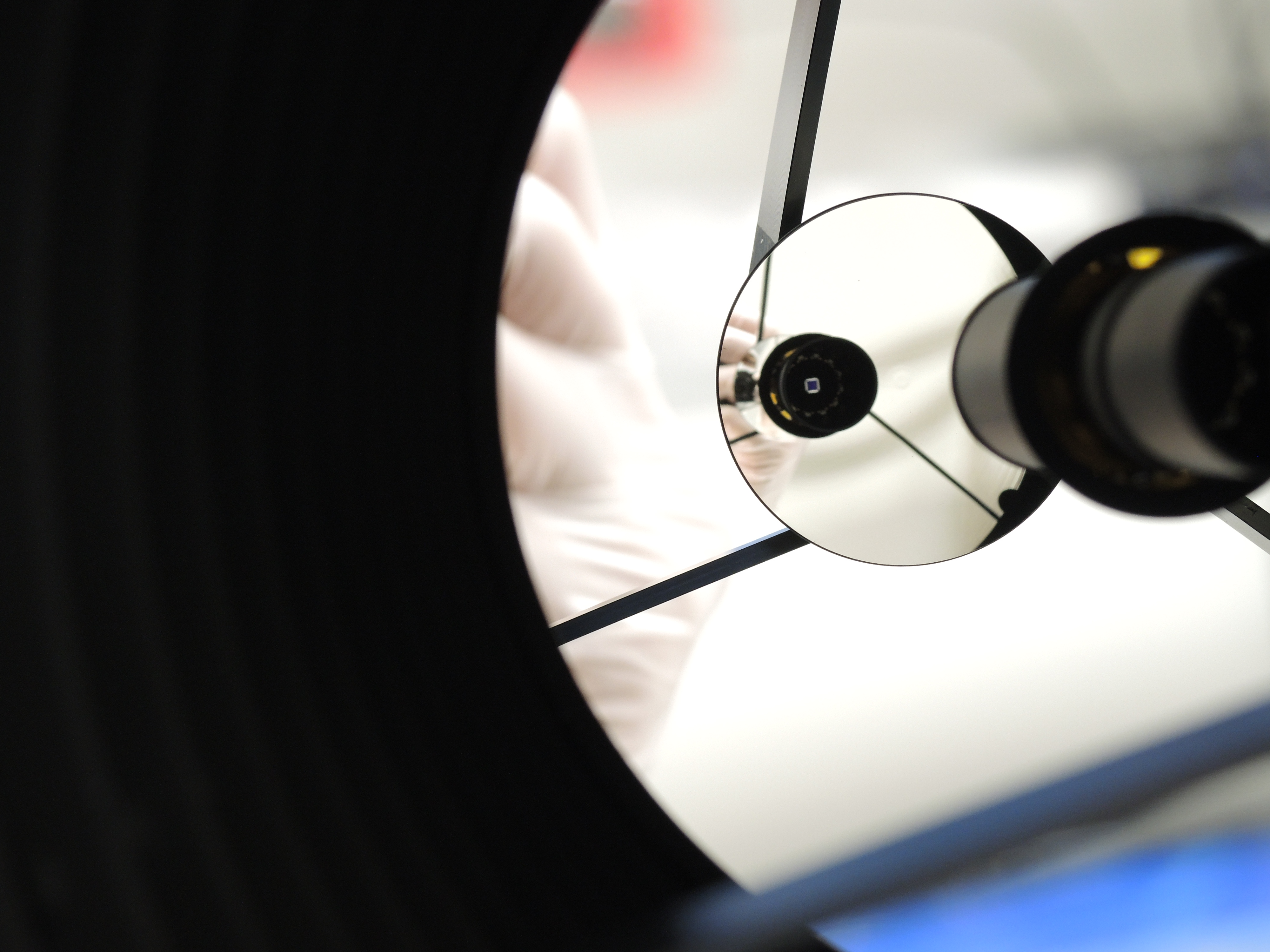
Главное зеркало телескопа

Главный научный инструмент «Хеопса» это телескоп с диаметром зеркала 32 сантиметра. Рефлектор телескопа построен по схеме Ричи-Кретьена, поле зрения — 19×19 угловых минут. Волновой диапазон от 330 до 1100 нм. Измерения, сделанные «Хеопсом», в пять раз более точны, чем при наблюдениях таким же телескопом с Земли.
Для сравнения: телескоп «Кеплер» имел диаметр главного зеркала 1,4 метра. Волновой диапазон — 430—890 нм. Масса аппарата на старте составляла 1052 кг. Предполагаемый срок службы был — 3,5 года (проработал с 2009 по 2018 годы).
Космический аппарат имеет размеры 1,5 × 1,5 × 1,5 м.
Космический телескоп будет получать энергию от солнечных батарей, которые также являются частью его солнцезащитного экрана. Они обеспечивают непрерывную мощность 60 Вт для работы с прибором и позволяют передавать на Землю не менее 1,2 Гбит данных в день.

## Задачи миссии
Задачей миссии является не поиск новых планет (как это было в миссии "Кеплера"), а детальное изучение уже найденных с массами от массы Венеры до массы Нептуна у соседних с Солнечной системой звезд ярче 12-й величины (телескоп будет использовать весь каталог планет, открытых методом лучевых скоростей), в частности более точного определения их размеров, что в сочетании с известной массой позволит определить плотность и узнать возможный состав и структуру.
Ожидается, что CHEOPS будет дополнять наблюдения «Джеймса Уэбба», а также помогать подбирать для обсерватории наиболее интересные цели. Предполагается, что CHEOPS сможет обнаружить экзолуны размером с Марс, наблюдая за найденными кандидатами в них.
Цели для исследования выбираются из данных, собранных наземными проектами по поиску экзопланет, такими как SuperWASP и HAT-P. По данным «Хеопса» ученые выберут кандидатов для более тщательного изучения с помощью больших телескопов, таких как будущий европейский супертелескоп E-ELT. Кроме того, аппарат может изучать атмосферы «горячих юпитеров». Предположительно, миссия продлится 3,5 года.

## Запуск
Запуск произведён с при помощи связки ракеты «Союз-2» и разгонного блока «Фрегат» 18 декабря 2019 года в 9:54 по центральноевропейскому времени с космодрома Куру.

### Номинальный срок работы (2019 - сентябрь 2023)

#### Тестирование оборудования
- 8 января 2020 года — включение телескопа на орбите[6].
- 29 января 2020 года — открытие крышки, защищавшей оптическую систему телескопа от пыли и яркого света[7].
- 7 февраля 2020 года — на телескопе получен тестовый «первый свет»; им стало изображение звезды HD 70843, которая находится в 150 световых годах от Солнца[8].
- 16 апреля 2020 года — завершение этапа орбитальных испытаний и тестирования телескопа[9].
- Апрель 2020 года — начало научной программы.

### Расширенная миссия (сентябрь 2023 - 2026/9 год)
- 7 марта 2023 года Комитет по научной программе ЕКА решил досрочно продлить работу телескопа до 2026 года, с возможностью еще одного продления до 2029 года[10].

## Научные результаты
- По состоянию на первое полугодие 2023 года по данным наблюдений телескопа было написано более 50 научных работ.
- CHEOPS подтвердил открытие двух экзопланет у «долины субнептунов» и экстремальные температуры на экзопланете WASP-189b.